# 纳迪尔·阿尔巴维
穆罕默德·纳迪尔·阿尔巴维（阿拉伯語：محمد النذير العرباوي，1949年9月26日—）是阿尔及利亚政治家、外交官和律师，自2023年起任阿尔及利亚总理。

## 生平
阿尔巴维于1949年9月26日出生在法属阿尔及利亚泰贝萨。他曾是阿尔及利亚国家男子手球队队员，并随队征战国际比赛。他在阿尔及尔大学学习法律专业，并获得了国际公法与私法硕士学位及法学学士学位。
随后，他进入阿尔及利亚外交部工作，先后担任了法律和领事事务司司长、国际经济关系司司长和阿拉伯马格里布司司长。除此之外，他还担任过阿尔及利亚驻巴基斯坦和埃及大使以及常驻联合国、阿拉伯国家联盟和阿拉伯马格里布联盟代表。
2023年3月18日，他被总统阿卜杜勒-马吉德·特本任命为阿尔及利亚总统办公室主任。11月11日，特本解除总理艾曼·本·阿卜杜勒-拉赫曼职务，并任命拉尔巴维接替。
他已结婚，育有二子。